# Grafo de McGee
En teoría de grafos, el Grafo de McGee o jaula-(3-7) es un 3-grafo regular de 24 vértices y 36 aristas.
Es la única (3,7)-jaula (el menor grafo cúbico de girth 7). Es también la menor jaula cúbica que no es un grafo de Moore.
Descubierto por primera vez por Sachs pero no publicado por éste, el grafo debe su nombre a McGee, quien publicó el resultado en 1960. Luego Tutte en 1966 demostró que este grafo correspondía a la única jaula-(3,7).
Actualmente se conocen los menores grafos cúbicos con números de cruzamiento 1–8 (sucesión A110507 en OEIS). El menor grafo con cruzamiento 8 es el grafo de McGee. Existen 5 grafos cúbicos no isomórficos de orden 24 con número de cruzamiento 8. Uno de ellos es el grafo de Petersen generalizado G(12,5), también conocido como el grafo de Nauru.
El grafo de McGee tiene radio 4, diámetro 4, número cromático 3 e índice cromático 3.

## Propiedades algebraicas
El polinomio característico del grafo de McGee es: {\displaystyle x^{3}(x-3)(x-2)^{3}(x+1)^{2}(x+2)(x^{2}+x-4)(x^{3}+x^{2}-4x-2)^{4}}. 

## Galería

El número de cruce del grafo de McGee es 8.
El número cromático del grafo de McGee es 3.
El índice cromático del grafo McGee es 3.
El número cromático acíclico del grafo de McGee es 3.
Dibujo alternativo del grafo de McGee.